# Aliya Garayeva
Aliya Garayeva (en azerí: Aliyə Qarayeva; n. 1 de enero de 1988 en Ekaterimburgo, Rusia) es una ex gimnasta rusa que representó a Azerbaiyán. Ha sido medallista de bronce en la final del All-Around en dos ocasiones (2010 y 2012).

## Carrera
Garayeva se convirtió en campeona de Azerbaiyán dos veces en 2006 por sus actuaciones individuales. Ganó el bronce en el Grand Prix en Moscú 2007 en la competición versátil y dos actuaciones individuales. Garayeva se colocó sexta en el All-Around del Campeonato Europeo, celebrado en Moscú en 2007. Se colocó primera en la cinta y se convirtió en la medallista de todos (en torno) al bronce. Garayeva terminó en tercer lugar en los torneos internacionales que se celebraron en Rusia, Grecia e Italia.
En 2006, Garayeva terminó cuarta en el campeonato mundial de clubes celebrado en Japón. En febrero de 2007, su equipo ganó una etapa del campeonato del club italiano. Competir en sus primeros Juegos Olímpicos en los Juegos Olímpicos de 2008 en Pekín, China, Garayeva terminó sexta en el evento final All-Around.
Garayeva ganó el bronce en el Campeonato Mundial de 2010 en las finales de aparatos individuales en pelota, cinta y aro. También ganó el All-Around medalla de bronce en el Campeonato Europeo 2010. Al año siguiente, Garayeva ganó el All-Around medalla de bronce en el Campeonato Mundial de 2011 en Montpellier, Francia. También compitió en la final del Grand Prix y quedó tercera en el All-Around, así como el bronce en aro, pelota, mazas y cinta.
Garayeva comenzó la temporada 2012 al ganar la medalla de bronce en el All-Around en el Mundial de Penza y la medalla de plata en el Mundial de Tashkent. Posteriormente, ganó su segunda medalla de bronce en el All Around del Campeonato Europeo de 2012. En los Juegos Olímpicos de 2012 en Londres, Garayeva quedó en las calificaciones. Terminó cuarto en la final All-around por debajo de la bielorrusa Lioubov Charkasyna. 
Después de los Juegos Olímpicos de 2012, Garayeva anunció su retiro de la gimnasia.
- Datos: Q1189800
- Multimedia: Aliya Garayeva / Q1189800